# АФК Леопардс
АФК Леопардс (AFC Leopards Sports Club) — футбольный клуб Кении, основанный в 1964 году. Базируется в городе Найроби.

## Достижения клуба
Внутренние
- Премьер лига Кении (12)
  - 1966, 1967, 1970, 1973, 1980, 1981, 1982, 1986, 1988, 1989, 1992, 1998.
- Кубок Кении (7)
  - 1967, 1968, 1985, 1991, 1994, 2001, 2009.
- Клубный Кубок КЕСАФА (5)
  - 1979, 1982, 1983, 1984, 1997.

Международные
- Африканский кубок Чемпионов
  - Четвертьфинал 1974, 1990
- Кубок КАФ
  - Четвертьфинал 1994, 1997
- Кубок обладателей кубков КАФ
  - Полуфинал 1985
  - Четвертьфинал 1988